# Nathalie Nieson
Nathalie Nieson, née le 26 mars 1969 à Lyon (Rhône), est une femme politique française.

## Biographie
Lors des élections municipales de 2008, elle est élue maire de Bourg-de-Péage dès le premier tour avec 68,7 % des voix.
Investie par le Parti socialiste (PS) pour les élections législatives de 2012, elle est élue députée dans la 4e circonscription de la Drôme avec 52,7 % des suffrages. Son suppléant est Alain Genthon, maire d'Anneyron.
Elle est réélue maire de Bourg-de-Péage dès le premier tour lors des élections municipales de 2014, avec 59,6 % des voix.
En 2016, elle publie aux éditions du Seuil un essai intitulé La Députée du coin, dans lequel elle témoigne du quotidien des parlementaires. Elle décrit ses rapports avec son parti et son groupe parlementaire, le processus législatif, ses efforts pour concilier ses engagements politiques, son action locale et son rôle de députée.
En 2016, elle devient vice-présidente de la communauté d'agglomération Valence Romans Agglo, chargée de l'éclairage public.
Elle soutient Manuel Valls pour la primaire citoyenne de 2017 puis parraine Benoît Hamon pour l'élection présidentielle de 2017.
Comme elle l'avait annoncé dès 2014, elle ne se représente pas aux élections législatives de 2017 pour se consacrer à sa commune. En juin 2017, elle devient vice-présidente du Syndicat de traitement des déchets Ardèche-Drôme (SYTRAD). En septembre de la même année, elle quitte ses fonctions de première secrétaire de la fédération du Parti socialiste de la Drôme.
Candidate à un troisième mandat lors des élections municipales de 2020 à Bourg-de-Péage, elle reçoit en juillet 2019 le soutien de La République en marche (LREM). Sa liste l'emporte dès le premier tour avec 82,8 % des voix. Elle est ensuite réélue maire lors de l'installation du conseil municipal, le 25 mai 2020. 
En juillet 2020, elle est élue vice-présidente de Valence Romans Agglo, chargée du cycle de l'eau, de l'éducation au développement durable et à la biodiversité. En septembre suivant, elle devient la première femme présidente du syndicat Energie SDED, succédant à ce poste à Jean Besson, ex-sénateur de la Drôme.
Par arrêté du Premier ministre du 8 juillet 2021, elle est admise à suivre la première session nationale au sein de la 74e majeure « politique de défense » de l’Institut des hautes études de Défense nationale (IHEDN).
Elle donne son parrainage d'élue à Emmanuel Macron pour l'élection présidentielle de 2022 et devient quelques mois plus tard secrétaire générale déléguée du parti Renaissance, nouveau nom de LREM.
Le 28 juillet 2023, elle intègre la réserve citoyenne de la gendarmerie au grade de lieutenant-colonel.

## Détail des mandats et fonctions

### Mandats électifs
- Conseillère régionale de Rhône-Alpes de 2004 à 2012 (réélue en 2010, démissionnaire le 12 juillet 2012).
- Maire de Bourg-de-Péage depuis 2008 (réélue en 2014 et 2020).
- Vice-présidente de la communauté d'agglomération Valence Romans Agglo, chargée du cycle de l'eau, de l'éducation au développement durable et à la biodiversité, depuis 2020 (chargée de l'éclairage public de 2016 à 2020).
- Députée, élue dans la 4e circonscription de la Drôme, de 2012 à 2017.

### Commissions parlementaires
À l'Assemblée nationale, Nathalie Nieson est membre de la commission de la Défense nationale et des Forces armées. Elle est aussi membre de deux autres commissions parlementaires :
- la commission d'enquête sur les missions et modalités du maintien de l'ordre républicain dans un contexte de respect des libertés publiques et du droit de manifestation, ainsi que de protection des personnes et des biens ;
- la commission spéciale chargée de vérifier et d'apurer les comptes.

### Autres fonctions
Nommée juge titulaire de la Cour de justice de la République le 13 mars 2013, reconduite en 2014, elle retrouve cette fonction du 15 novembre 2016 au 14 novembre 2017.
Elle est membre titulaire du Conseil national de l'aide aux victimes de 2013 à 2015.

## Distinctions
- Chevalier de l'ordre national du Mérite (2020)[14].
- Chevalier de la Légion d'honneur (2023)[15],[16].

## Publications
- Nathalie Nieson, La Députée du coin, Paris, Éditions du Seuil, coll. « Raconter la vie », 2016, 112 p. (ISBN 978-2-37021-137-8).